# 塔米姆·本·哈邁德·阿勒薩尼
謝赫·塔米姆·本·哈邁德·本·哈利法·阿勒薩尼（阿拉伯语：‎，1980年6月3日—）為現任卡達酋長國埃米爾，同時也是前任卡達埃米爾哈邁德·本·哈利法·阿勒薩尼第4個兒子。

## 生平

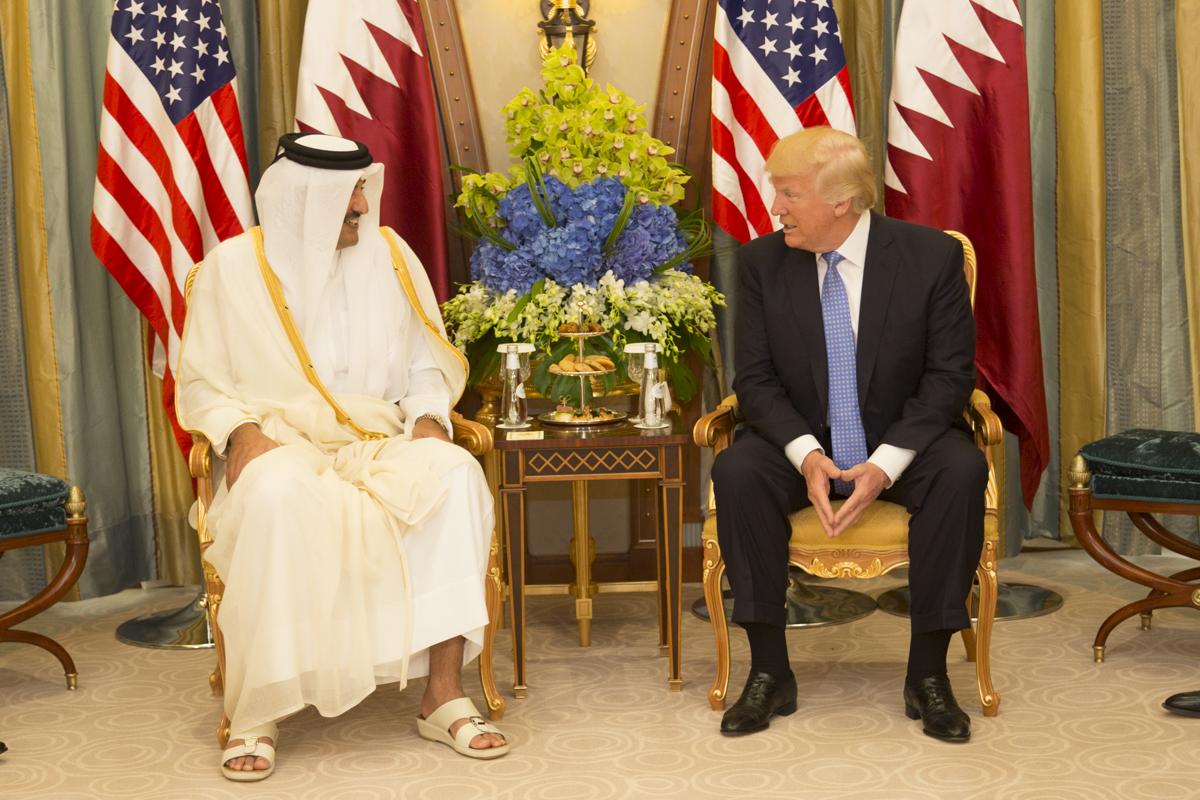
2017年5月，塔米姆接見美國總統唐納·川普

他於1980年6月3日出生在卡達杜哈，為哈邁德·阿勒薩尼其二房穆扎·賓特·納賽爾所生下的第二個孩子。
塔米姆·本·哈邁德·阿勒薩尼在1998年畢業於桑德赫斯特皇家軍事學院後，便在卡達武裝部隊擔任少尉軍官。之後他開始於卡達政府擔任許多不同領域的職位，這包括有卡達最高教育理事會主席和卡達各機構負責人等；與此同時他也致力於促進國內眾多體育賽事的發展，並且擔任了卡達奧林匹克委員會主席與國際奧林匹克委員會代表成員之一。2013年6月25日哈邁德·阿勒薩尼宣布遜位後便由其繼任卡達埃米爾與卡達武裝部隊最高統帥，這也使得其除了成為阿拉伯世界中最年輕的國家領導人，同時也是卡達有史以來最年輕的埃米爾與當前世界上最為年輕的君主。
他目前已經先後娶了3名妻子並且共生下13位子女，並且亦擁有如巴黎聖日耳曼足球俱樂部等地投資股份，同時曾獲得過如法國榮譽軍團勳章等勛銜。
2019年12月，马来西亚首相马哈迪·莫哈末到访卡塔尔时，哈迈德·阿勒萨尼在2019年多哈论坛会上颁发「多哈论坛奖」予马哈迪，以表彰其领导能力，马哈迪也是「多哈论坛奖」的首名得奖人。

## 榮譽
- 獨立勳章大團長 (Grand Master of the Order of Independence)
  - 功績勳章大團長 (Grand Master of the Order of Merit)

#### 其他榮譽
- 阿联酋 扎耶德勳章 (Collar of the Order of Zayed)
- 科威特 穆巴拉克大帝勳章（英语：Order of Mubarak the Great） (Collar of the Order of Mubarak the Great)

## 外部連結
- （阿拉伯文） الشيخ تميم بن حمد بن خليفة بن حمد آل ثاني （页面存档备份，存于）
- （阿拉伯文） بالصور : الشيخ تميم بن حمد بن خليفة آل ثانى أميراً لدولة قطر （页面存档备份，存于）
- （英文） His Highness the Heir Apparent
- （英文） HH SHEIKH TAMIM BIN HAMAD AL-THANI （页面存档备份，存于）
- （法文） L'émir du Qatar a décidé d'abdiquer en faveur de son fils （页面存档备份，存于）
- Air conditioning （页面存档备份，存于）
- （页面存档备份，存于）
- 塔米姆·本·哈邁德·阿勒薩尼的Instagram帳戶

| 塔米姆·本·哈邁德·阿勒薩尼 薩尼家族出生于：1980年6月3日 | 塔米姆·本·哈邁德·阿勒薩尼 薩尼家族出生于：1980年6月3日 | 塔米姆·本·哈邁德·阿勒薩尼 薩尼家族出生于：1980年6月3日 |
| 統治者頭銜                                             | 統治者頭銜                                             | 統治者頭銜                                             |
| ------------------------------------------------------ | ------------------------------------------------------ | ------------------------------------------------------ |
| 前任者： 賈辛·本·哈邁德·本·哈利法·阿勒薩尼             | 卡達王儲 2003年8月5日—2013年6月25日                    | 繼任者： 無                                            |
| 前任者： 哈邁德·本·哈利法·阿勒薩尼                     | 卡達埃米爾 2013年6月25日—                              | 現任                                                   |